# Anton Martin
Se även Anton Rolandsson Martin.
Anton Fredrik Martin, född 31 juli 1838 i Västerfärnebo, Västmanlands län, död 3 november 1895 i Stockholm, var en svensk borgmästare och riksdagsman. Han var bror till riksdagsmannen Otto Martin.
Anton Martin var borgmästare i Södertälje stad och ledamot av riksdagens andra kammare 1887–1890 för Södertälje, Norrtälje, Östhammars, Öregrunds, Sigtuna och Vaxholms valkrets.